# Internationale Dollard Route
Die Internationale Dollard Route ist ein rund 300 Kilometer langer Rundkurs für Radfahrer. Der Weg führt durch die deutschen Landkreise Leer und Emsland sowie durch die niederländische Provinz Groningen. Sie besteht seit 1996. Ein Verein „Internationale Dollard Route e.V.“ wurde am 2. Mai 1996 gegründet.

## Beschilderung, Alternativrouten und Wegbeschaffenheit
Die Internationale Dollard Route ist in beide Richtungen ausgeschildert. Neben der Hauptroute gibt es auch zwei alternative Routen, diese sind mit einem „A“ gekennzeichnet. Die erste Alternative bietet dem Radfahrer die Möglichkeit, zwischen Ditzum und Delfzijl direkt am Dollart entlangzufahren. Bei der zweiten Alternative überquert man zunächst in Ditzum die Ems mit der Kreisfähre des Landkreises Leer, die im halbstündlichen Takt nach Petkum pendelt. Von dort aus führt die Route durch Emden zum Außenanleger Emden-Knock, von wo aus man an bestimmten Tagen den Dollart überqueren und nach Delfzijl übersetzen kann.
Die Route führt über flaches, ebenes Land und bis auf einige Ausnahmen auf asphaltierten Straßen. Es gibt keine nennenswerte Steigungen, abgesehen von den Deichen. Einige Landstriche, die durchfahren werden, liegen sogar unter dem Meeresspiegel.

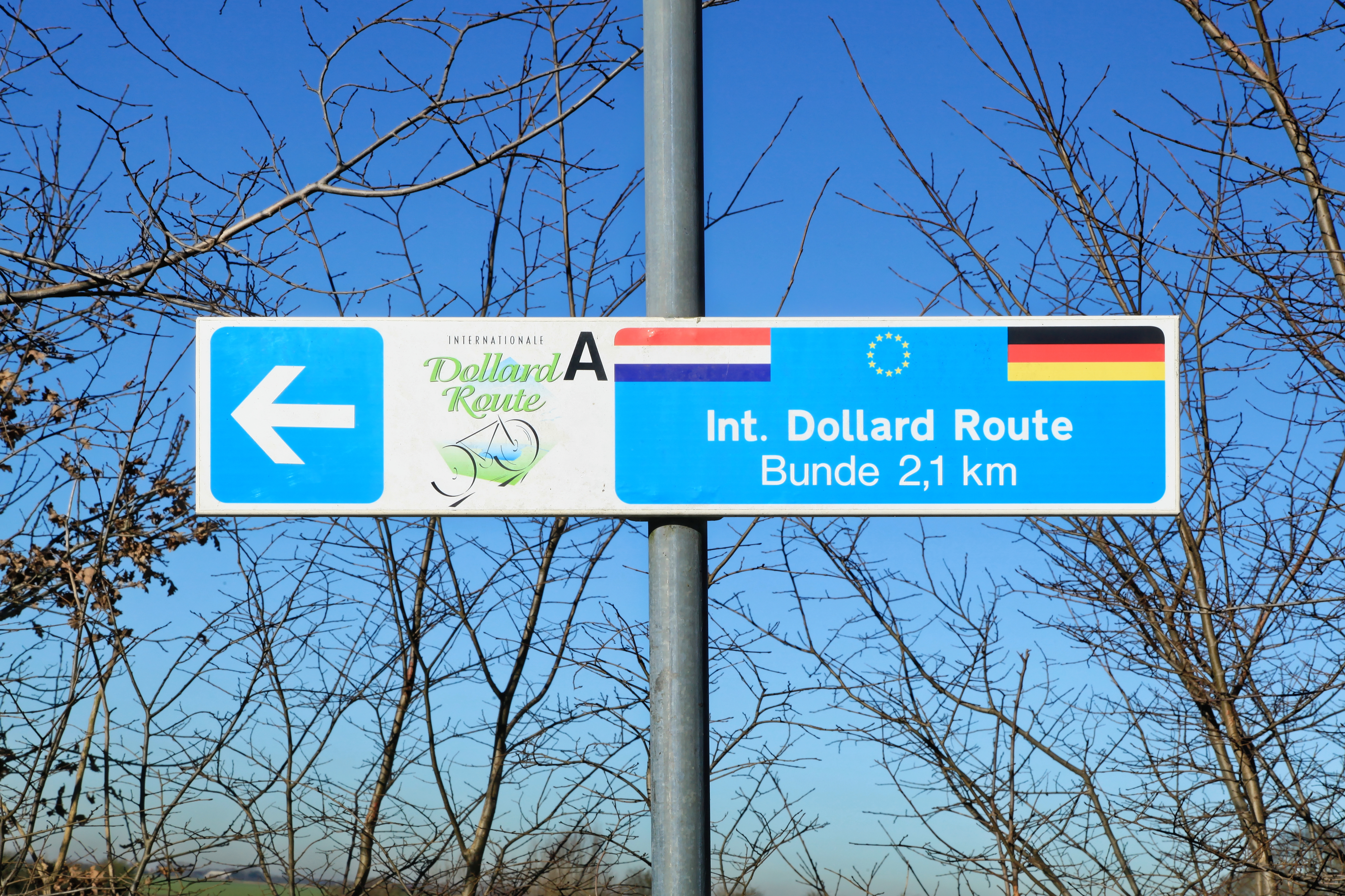
Beschilderung der Internationalen Dollard Route

## Eine Tour entlang der Route
- 1. Etappe: Von Leer nach Ditzum (rund 35 Kilometer) oder von Leer nach Delfzijl (Schifffahrt von Emden-Knock aus) (rund 67 Kilometer)
- 2. Etappe: Von Delfzijl nach Woldendorp (etwa 64 Kilometer)
- 3. Etappe: Von Woldendorp nach Bad Nieuweschans (circa 53 Kilometer)
- 4. Etappe: Von Bad Nieuweschans – Leer (rund 50 Kilometer)

## Liste der Sehenswürdigkeiten entlang der Route
- Hängende Küchen in Appingedam
- Meyer Werft in Papenburg
- Historische Altstadt von Leer
- Das Rosarium in Winschoten
- Kunsthalle in Emden
- Glockengießer Museum in Heiligerlee
- Gedenktafel in Nieuwe Statenzijl für die Fluchthelfer, die NS-Verfolgte über die Grenze retteten[1]

## Liste der Orte entlang der Route
- Papenburg – entlang der Meyer Werft[2]
- Bunde
- bis vor Bad Nieuweschans – NL – Grenzübergang zu den Niederlanden
- Nieuwe Statenzijl – NL
- Beerta – NL
- Winschoten – NL
- Scheemda – NL
- Nieuwolda – NL
- Woldendorp – NL
- Termunten – NL
- Termunterzijl – NL
- Wagenborgen – NL
- Slochteren – NL
- Appingedam – NL
- Delfzijl – NL
- Emden
- Ditzum
- Pogum
- Aaltukerei
- Ditzumerverlaat
- Jemgum
- Bingum
- Leer
- Kirchborgum
- Weener
- Halte
- Papenburg